# 路德維希·密斯·凡德羅

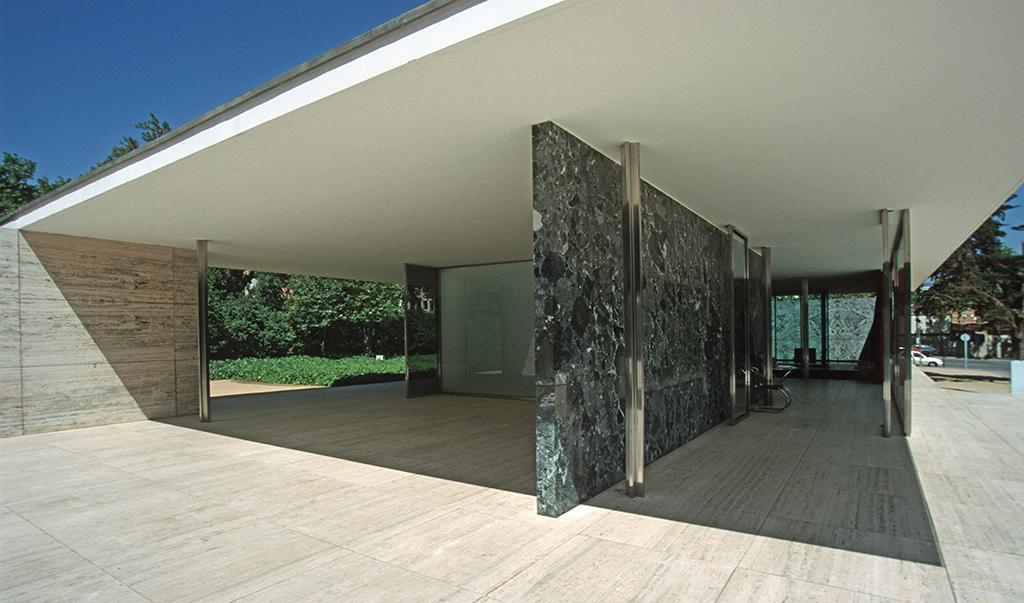
密斯·凡德羅作品: 巴塞罗那世界博览会德国馆

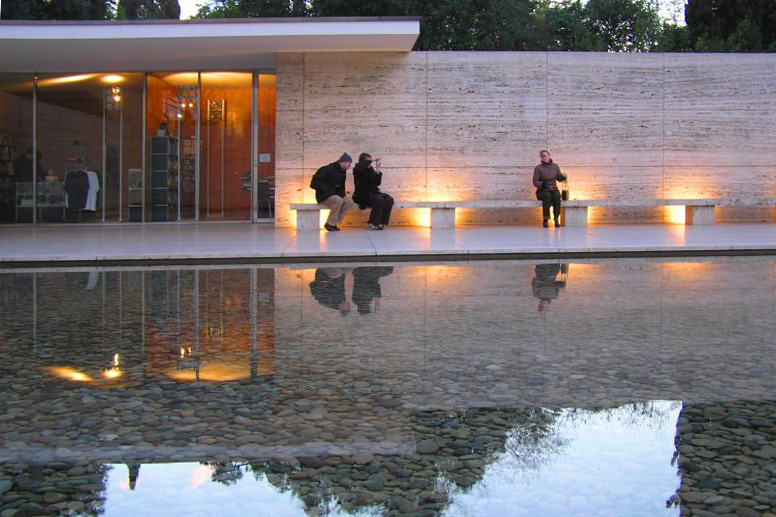
德国馆

路德维希·密斯·凡德罗（德語：Ludwig Mies van der Rohe，1886年3月27日—1969年8月17日），原名為马里亚·路德维希·米夏埃尔·密斯（Maria Ludwig Michael Mies），生於德国亚琛，過世於美国芝加哥，德國建築師，现代主义建筑设计的代表人物，自1930年至1933年在德意志国德绍與柏林時期的包豪斯建筑学校为最後一任校长。

## 生平
密斯于1886年3月27日出生于德国亚琛。青年時，他在父親的雕塑店裡工作，後來搬到柏林加入了室内设计师布鲁诺·保罗的工作室。接著1908年-1912年間，密斯在彼得·貝倫斯的設計工作室工作了4年。彼得·貝倫斯的工作環境影響了他對那個年代設計理論與德國文化是否能夠結合的一些看法。
青年時的密斯已經是一個慎重、沉默的思考者。在發現自己具有一些設計的天份之後，为了实现自己从商人之子向柏林建筑精英的转变，密斯決定略去了名字中的Maria（马里亚）和Michael（米夏埃爾），加上了van der Rohe（凡德羅，意为“源自Rohe氏”），Rohe是密斯母亲婚前的姓氏。这让这个名字有了一些贵族的感觉，为了避免冒犯真正的德国贵族，密斯采用的是荷兰语拼法van而非德语拼法von。
改名之後，尽管尚未取得一个正式的大学文凭，他就已開始了自己的建築設計事業，為德國的上流階級設計进行建築與室內設計。當時他非常敬佩新古典主義的建築師卡爾·弗里德里希·申克爾，特別是卡爾所慣用的寬廣比例、立方體容量般的設計手法，還有散布的、折衷的經典空間配置，讓密斯感到這是一個建築世紀的轉折點。

### 一戰後
在第一次世界大戰之後，密斯完全地放棄了傳統建築風格手法，改採用了勒·柯布西耶與瓦爾特·格羅佩斯大力推動的新建築觀念（稱為先鋒派）。因此在傳統建築上常見到嚴謹的裝飾花紋，局部的修飾都拿除了，改為以功能為主，帶有強烈理性風格的現代建築手法。當時社會除了倡導節約的風氣外，理論家也大為批評過去古典復興樣式建築是歐洲貴族們浪費華巧的實證。
1919年密斯大膽地推出了一個全玻璃帷幕大樓的建築案，讓他贏得了世界的注目，隨後他設計出許多精簡風格的建築，並在1929年設計巴塞罗那世界博览会德国馆時，達到事業高峰。此館的設計後來在原址被重建，1930年密斯在捷克布尔诺的作品圖根哈特別墅也被視為此高峰期的經典建築。

### 包豪斯学派
1930年，密斯·凡德羅受瓦爾特·格羅佩斯的任命，初任包豪斯学院校长，1933年8月10日，在纳粹的施压下，包豪斯学校被迫关闭。凡德羅随后迁居美国，1938年，他前往芝加哥，并成为阿穆尔技术学院（Armour Institute，现伊利诺理工学院的前身之一）建筑院院长。

## 榮譽
- Friedensklasse des Ordens Pour le Mérite （1957年）
- 英國皇家建築協會金牌獎（1959年）
- 美国建筑师学会金奖（1960年）
- 柏林藝術獎 （1961年）
- 总统自由勋章 （1963年）
- 德國聯邦金牌獎 （1966年）

## 代表作品
- 阿洛伊斯 里爾（Alois Riehl）住宅，柏林，（1907年）
- 佩爾斯（Perls）住宅，柏林， （1911年）
- 黑爾街（Heerstraße）住宅，柏林，（1913年）
- 坎普纳（Kampner）住宅（已毀），柏林，（1921年）
- 莫斯勒（Mosler）住宅，柏林，（1924年）
- 沃爾夫（Wolf）住宅（已毀），古本 （1926年）
- 羅莎·盧森堡（Rosa Luxemburg）與卡尔·李卜克内西（Karl Liebknecht）紀念像（已毀），柏林，（1926年）
- 魏森霍夫住宅展主持人之一，斯圖加特，（1927年）
- 圖根哈特別墅，捷克，（1928年-1930年）
- 朗格（Lange）與埃斯特斯博士（Dr. Esters）別墅，克雷費爾德，（1928年-1929年）
- 巴塞罗那世界博览会德国馆，巴塞隆納，（1929年）
- Verseidag公司工廠建築，克雷費爾德，（1931年）
- 伦克（Lemke）之屋，柏林，（1932年-1933年）
- 范斯沃斯宅，伊利諾州，（1946年-1951年）
- 湖濱公寓，芝加哥，（1950年-1951年）
- 西格拉姆大厦與菲利普·強生合作，紐約曼哈顿，（1954年-1958年）
- 新国家畫廊，柏林，（1965年-1968年）
- 修女岛加油站，蒙特利爾修女島，現改建為社區活動中心（1969年）

## 外部連結
- Mies van der Rohe Society （页面存档备份，存于）
- Great Buildings Architects
- Ludwig Mies van der Rohe at the Museum of Modern Art （页面存档备份，存于）
- MoMA Architecture & Design Study Center
- Mies van der Rohe Foundation